# Вилямовице (гмина)
Вилямовице (пол. Wilamowice) — городско-сельская гмина (волость) в Польше, входит как административная единица в Бельский повет (силезский), Силезское воеводство. Население — 14 888 человек (на 2004 год).

## Демография
| Перепись                       | Всего   | Всего | Женщины | Женщины | Мужчины | Мужчины |
| ------------------------------ | ------- | ----- | ------- | ------- | ------- | ------- |
| Единицы                        | человек | %     | человек | %       | человек | %       |
| Население                      | 14 888  | 100   | 7600    | 51      | 7288    | 49      |
| Плотность населения (чел./км²) | 262,5   | 262,5 | 134     | 134     | 128,5   | 128,5   |

## Соседние гмины
1. Гмина Бествина
2. Бельско-Бяла
3. Гмина Бжеще
4. Гмина Кенты
5. Гмина Козы
6. Гмина Медзьна